# Дьенг, Шейху
Шейху Дьенг (фр. Cheikhou Dieng; род. 23 ноября 1993 года) — сенегальский футболист, играющий на позиции полузащитника. Ныне выступает за австрийский клуб «Вольфсберг». Чемпион Африканских игр 2015 года.

## Клубная карьера
Шейху Дьенг начинал свою карьеру футболиста в клубе норвежского Первого дивизиона «Саннефьорд». 6 апреля 2015 года он дебютировал в главной норвежской лиге в составе «Саннефьорда», вышедшего по итогам сезона 2014 года в Типпелигу, в домашнем поединке против «Будё-Глимта». 30 апреля того же года Дьенг впервые забил гол на высшем уровне, сравняв счёт в домашней игре с «Викингом». «Саннефьорд» по итогам сезона 2015 года покинул Типпелигу, а Дьенг в январе 2016 года перешёл в команду австрийской Первой лиги «Санкт-Пёльтен». В 17 играх чемпионата сенегалец забил 6 мячей, внеся свой вклад в победу «Санкт-Пёльтена» в турнире и выход в австрийскую Бундеслигу.
В начале июля 2016 года Дьенг стал игроком клуба турецкой Суперлиги «Истанбул Башакшехир».